# Зелльрайн
Зелльрайн (нім. Sellrain) —  громада округу Інсбрук-Ланд у землі Тіроль, Австрія.
Зелльрайн лежить на висоті  908 м над рівнем моря і займає площу  62 км². Громада налічує 1348 мешканців. 
Густота населення 22/км².  
|                                    |
| Зелльрайн на мапі округу та землі. |

 Адреса управління громади: Rothenbrunn 40, 6181 Sellrain. 

## Демографія
Історична динаміка населення міста за даними сайту Statistik Austria

## Виноски
1. ↑  Dauersiedlungsraum der Gemeinden Politischen Bezirke und Bundesländer - Gebietsstand 1.1.2018 — Статистичне управління Австрії.
2. ↑  https://www.statistik.at/blickgem/blick1/g70352.pdf
3. ↑  www.sellrain.tirol.gv.at. Архів оригіналу за 17 серпня 2016. Процитовано 17 липня 2013.
4. ↑  Gemeindedaten von Sellrain. Архів оригіналу за 29 вересня 2007. Процитовано 17 липня 2013.

| Австрія | Це незавершена стаття з географії Австрії. Ви можете допомогти проєкту, виправивши або дописавши її. |